# Crossing field
《crossing field》是日本女歌手LiSA的第2張單曲，電視動畫《刀劍神域》艾恩葛朗特篇的主題曲，於2012年8月8日由Aniplex發售。

## 概要
《crossing field》為繼2011年《oath sign》後，LiSA的第2張單曲，是電視動畫《刀劍神域》（SAO）艾恩葛朗特篇的主題曲。
《crossing field》的主題為「信賴」，LiSA本人也表示這首曲子是一首表達「SAO激烈戰鬥」的曲子。而在音樂影片中，LiSA為了表露出「信賴」的意思，所以她也希望在歌中表達出「希望之光在黑暗中綻放」的意味。
第二首曲子《Kiss me PARADOX》主題是「10條自私的女孩與男孩的問題」，記述一個女孩嚮往吃一次蛋糕，水果，麵食，擁有一個英俊高大的富家男孩的感情，而限定版則收錄了第四首曲子。
初回版除了收錄三首曲之外，還收錄了《crossing field》的音樂影片。而限定版的封面人物亞絲娜則是由《刀劍神域》的畫師abec親自繪畫。

## 反應
在2012年8月20日中，《crossing field》取得了Oricon公信榜週榜的第5位，成為LiSA當時在該榜的最高名次，直到2014年5月13日才被同為自己的單曲《Rising Hope》打破（第4位）。最初的銷售數量達至3.9萬份，雖然比前作《oath sign》的銷售數量少大約0.6萬份，但仍然達成了連續兩首單曲都打進Oricon公信榜週榜的前五。
在Oricon公信榜日榜方面，在8月7日第一次上榜時便是第7位，接下來的3天排名連續上升4位，在8月11日更達到第1位，此後6天則一直維持在前十以內。這次也是LiSA首次獲得日榜的第一位。在2012年8月的月榜中，《crossing field》取得了第9位。預計銷售數量也錄得大約6.3萬份。
在2012年8月20日公佈的Billboard JAPAN HOT 100中，《crossing field》取得了第10位，Billboard JAPAN Hot Animation與Billboard JAPAN Hot Singles Sales則分別獲得第2位與第4位。而在8月6日至8月12日調查的SoundScan Japan中則取得了限定版TOP20的第3位，初回版則獲得第18位。在2012年8月18日的COUNT DOWN TV的節目《This Week's TOP 100》中，《crossing field》則取得了第5位。

## 評論
月刊CD雜誌評論是一首民謠，而「KiSS me PARADOX」則給它是一首可愛的曲子的評價。

## 收錄曲

### 初回生產限定盤、通常盤
1. crossing field [4:09]
作詞/作曲：渡邊翔、編曲：とく
  - 電視動畫《刀劍神域》SAO篇主題曲
2. [5:40]
作詞：古屋真、作曲/編曲：黒須克彦（日语：黒須克彦）
3. Kiss me PARADOX [4:14]
作詞：古屋真、作曲/編曲：磯崎健史（日语：磯崎健史）
4. crossing field (Instrumental)

DVD（初回生產限定盤）
1. crossing field -Music Clip-

### 期間生產限定盤
1. crossing field
2. [4:19]
作詞：LiSA、作曲：渡邊翔、編曲：鈴木Daichi秀行（日语：鈴木Daichi秀行）
3. crossing field -TV ver.- [1:37]

### DVD
1. crossing field -SWORD ART ONLINE non-credit opening-

## 外部連結
- 初回生產限定盤
- 通常盤
- 期間生產限定盤